# Джуніор (фільм)
Джуніор (англ. Junior) — американська комедія 1994 року.

## Сюжет
Вчені-медики Алекс Хейсі і Ларрі Арбогаст досліджують проблему безпліддя, розробляючи у своїй лабораторії унікальний препарат, який повинен допомогти жінкам уникнути викиднів. Як у всіх першовідкривачів, у Хейсі і Арбогаста повно недоброзичливців, які вставляють вченим палиці в колеса і припиняють фінансування досліджень. Щоб не дати загинути результатам наполегливої і нелегкої праці, самовідданий доктор Хейсі йде на неможливе: вводить в своє тіло жіночу яйцеклітину і стає першим у світі вагітним чоловіком.

## У ролях
- Арнольд Шварценеггер — доктор Алекс Хейсі
- Денні ДеВіто — доктор Ларрі Арбогаст
- Емма Томпсон — доктор Діана Реддін
- Френк Ланджелла — Ной Бейнс
- Памела Рід — Анжела
- Аїда Туртурро — Луїза
- Джеймс Екхаус — Нед Снеллер
- Меган Кевана — Віллов
- Велкер Вайт — Дженні
- Кетлін Челфант — Касітас Медрес ресепшн
- Мерл Кеннеді — Саманта
- Джуді Коллінз — Наомі
- Мінді Сіджер — Аліса
- Крістофер Мелоні — містер Ланзаротта
- Антуанетт Пераджіне — місіс Ланзаротта
- Трейсі Волтер — двійник з інформацією (в титрах не зазначений)